# Liste der Abgeordneten zum Vorarlberger Landtag (VIII. Gesetzgebungsperiode)
Diese Liste der Abgeordneten zum Vorarlberger Landtag listet die Abgeordneten zum Vorarlberger Landtag in der achten Gesetzgebungsperiode von 1897 bis 1902 auf.

## Landtagsabgeordnete
| Name                   | Wahlklasse1 | Region                | Anmerkung                                    |
| ---------------------- | ----------- | --------------------- | -------------------------------------------- |
| Bösch Engelbert        | LG          | Feldkirch-Dornbirn    |                                              |
| Büchele Josef          | LG          | Bregenz-Bregenzerwald | gestorben am 23. August 1901                 |
| Dressel Alois          | LG          | Bludenz-Montafon      |                                              |
| Fink Jodok             | LG          | Bregenz-Bregenzerwald |                                              |
| Fink Josef             | LG          | Bregenz-Bregenzerwald |                                              |
| Ganahl Arnold          | SM          | Feldkirch             |                                              |
| Loser Franz            | LG          | Bregenz-Bregenzerwald | ab 1902 als Nachfolger von Josef Büchele     |
| Müller Franz Anton     | LG          | Bludenz-Montafon      |                                              |
| Nägele Jakob           | LG          | Feldkirch-Dornbirn    |                                              |
| Ölz Josef              | LG          | Bregenz-Bregenzerwald |                                              |
| Preu August von        | SM          | Bludenz               |                                              |
| Rhomberg Adolf         | SM          | Bregenz               | seit 1890 auch Vorarlberger Landeshauptmann  |
| Scheidbach Jakob       | LG          | Feldkirch-Dornbirn    |                                              |
| Schmid Theodor         | SM          | Bregenz               |                                              |
| Thurnher Johannes      | LG          | Feldkirch-Dornbirn    |                                              |
| Thurnher Josef Andreas | LG          | Bludenz-Montafon      |                                              |
| Thurnher Martin        | SM          | Dornbirn              | seit 1890 auch Landeshauptmannstellvertreter |
| Waibel Johann Georg    | SM          | Dornbirn              |                                              |
| Wegeler Josef          | LG          | Feldkirch-Dornbirn    |                                              |
| Wittwer Rudolf         | LG          | Bludenz-Montafon      |                                              |
| Zobl Johann Nepomuk    | Virilstimme |                       |                                              |

1 SM ... Städte und Märkte
  LG ... Landgemeinden